# Hypselobarbus micropogon
Hypselobarbus micropogon és una espècie de peix cipriniforme de la família dels ciprínids.

## Morfologia
Els mascles poden assolir els 90 cm de longitud total.

## Distribució geogràfica
Es troba a Karnataka (Índia).